# Liu Changchun
Liu Changchun, né le 13 octobre 1909 à Wafangdian et mort le 21 mars 1983 à Dalian, est un athlète chinois.
Il fut le premier représentant de la Chine aux Jeux olympiques. Il fut le seul athlète chinois lors des Jeux olympiques d'été de 1932 à Los Angeles. Il représenta de nouveau son pays lors des Jeux olympiques d'été de 1936 à Berlin. Il fut également coach sportif, professeur d'éducation physique et un administrateur sportif.